# Коль, Ханнелоре
Ха́ннелоре Коль (нем. Hannelore Kohl, настоящее имя — Иога́нна Кла́ра Элеоно́ра Коль (нем. Johanna Klara Eleonore Kohl), девичья фамилия Ре́ннер (нем. Renner); 7 марта 1933, Берлин, Веймарская республика — 5 июля 2001, Людвигсхафен-на-Рейне, Германия) — супруга бывшего федерального канцлера Германии Гельмута Коля, первая леди Германии (1982—1998), активный политический и общественный деятель.
В 2001 году покончила жизнь самоубийством, приняв смертельную дозу морфина в своём доме в Людвигсхафене-на-Рейне.

## Ранние годы
Иоганна Клара Элеонора Реннер родилась в Берлине, но её детские годы прошли в Лейпциге. Отец Иоганны Вильгельм Реннер, инженер по образованию, занимал должность директора по операциям на военном заводе HASAG — крупнейшем в Восточной Германии вплоть до окончания Второй мировой войны, а мать Ирен служила во вспомогательной армейской части. Девочка хорошо училась в школе, была спокойной и тихой. С детства за ней закрепилось прозвище, впоследствии ставшее общеупотребительным именем, — Ханнелоре, образованное путём частичного слияния имён Иоганна и Элеонора.
Зимой 1944—1945 годов Ханнелоре в составе группы детей отправилась в Дёбельн, куда приходили поезда из СССР с ранеными немецкими солдатами. Девочки и девушки помогали ухаживать за ранеными и беженцами на морозе в открытых вагонах, и многие из них заболевали и умирали.
В книге журналиста Хериберта Шванна, изданной через 10 лет после смерти Ханнелоре, утверждается, что в последние дни войны, когда территория Саксонии находилась под контролем частей Красной Армии, Ирен и Ханнелоре Реннер были изнасилованы советскими солдатами, после чего Ханнелоре выбросили в окно, «как мешок с цементом», что впоследствии сказалось на состоянии её позвоночника, боли в котором мучали женщину всю жизнь.
В начале мая 1945 года Ханнелоре с матерью прибыли в Лейпциг к Вильгельму Реннеру. В июле того же года, когда Западную Саксонию и Тюрингию покинули американские солдаты, чтобы предоставить контроль над регионом советским войскам, семья бежала в Пфальц, в Людвигсхафен-на-Рейне, где жили родители отца семейства. Сперва Ханнелоре, её отец и мать жили в прачечной, принадлежавшей Реннерам-старшим, а потом несколько раз меняли место жительства.
Возобновив учёбу, Ханнелоре занялась изучением английского и французского языков, стала брать уроки игры на фортепиано и органе. После внезапной смерти отца она решила выбрать профессию переводчика, впоследствии освоив упомянутые языки в совершенстве. Весной 1949 года на танцах девушка познакомилась с восемнадцатилетним Гельмутом Колем, уроженцем Людвигсхафена. К тому времени Коль уже активно работал в молодёжной организации христианских демократов в регионе Рейнланд-Пфальц. Узнав, что Ханнелоре посещает уроки танцев, Гельмут также записался на них, удивив её своим упорством.
Ухаживания будущего канцлера за Ханнелоре продолжались почти двенадцать лет: за этот период он написал ей около двух тысяч писем. Их свадьба состоялась только в 1960 году. К этому моменту Ханнелоре окончила институт иностранных языков в Майнце, во время обучения в котором также проходила стажировку в Париже. По завершении курса института она стала дипломированной переводчицей с французского и английского языков и устроилась на работу в крупном химическом концерне BASF.

## В браке
Через три года после заключения брака с Колем Ханнелоре родила сына Вальтера, названного в честь погибшего на войне старшего брата Коля, а в 1965 году — Петера. После появления на свет сыновей она посвятила себя дому и семье, а также занялась общественной, просветительской и благотворительной деятельностью. Её супруг тем временем успешно делал политическую карьеру: сначала он стал депутатом, а затем — премьер-министром земли Рейнланд-Пфальц, председателем Христианско-демократического союза. 1 октября 1982 года он был избран федеральным канцлером Германии.

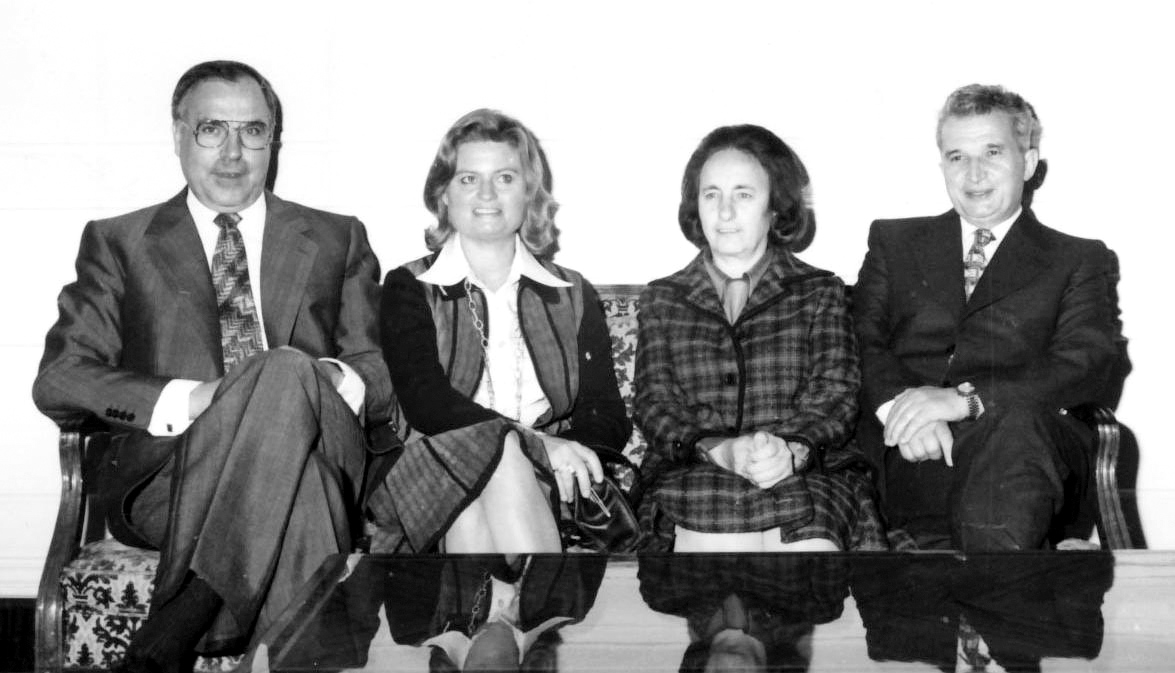
Ханнелоре и Гельмут Коль на встрече с Николае и Еленой Чаушеску

Будучи первой леди, Коль вела себя предельно корректно и сдержанно. Она отказывалась давать журналистам какие-либо политические оценки, находясь в тени своего мужа. Вместо этого она увеличила свой вклад в благотворительность. В 1983 году под руководством Ханнелоре Коль был создан Фонд помощи страдающим заболеваниями центральной нервной системы, во главе которого встала она сама. Благодаря усилиям Ханнелоре фонд собрал около 25 миллионов марок, распределив эти деньги среди более чем ста немецких клиник. Кроме того, она увлекалась кулинарией: выступала в кулинарных телепрограммах, демонстрируя перед зрителями приготовление любимых блюд её супруга, участвовала в развлекательных ток-шоу. Все гонорары первая леди тратила на помощь больным.

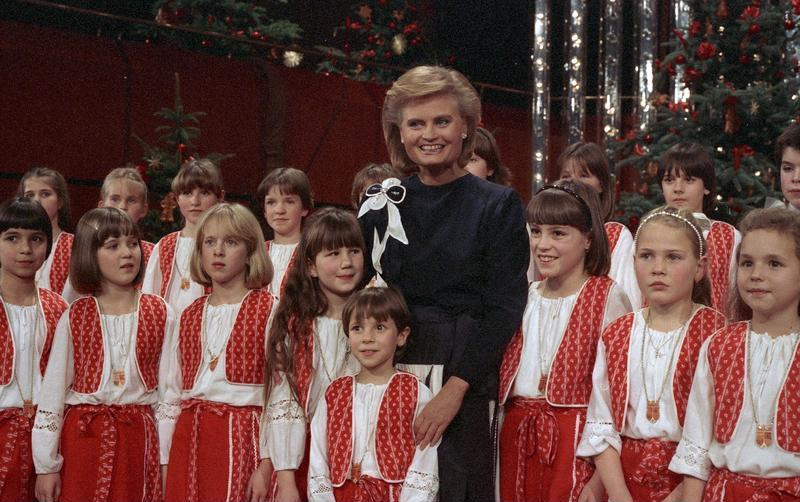
Ханнелоре Коль на рождественском концерте во Франкфурте-на-Майне 12 декабря 1986 года

В 1996 году увидела свет книга Ханнелоре «Кулинарное путешествие по немецким регионам» (нем. Kulinarische Reise durch Deutsche Länder), в которой первая леди опубликовала свою коллекцию кулинарных рецептов немецких национальных блюд.
Несмотря на плотный график работы, Гельмут Коль регулярно вывозил жену и сыновей на отдых. Ещё будучи главой правительства земли Рейнланд-Пфальц, в 1973 году он преподнёс жене подарок в виде поездки в Лейпциг, который на тот момент входил в состав ГДР. После рождения детей супруги в основном посещали озеро Вольфгангзе в Австрии.
Когда к власти в СССР пришёл Михаил Горбачёв, занявшийся модернизацией внутренней и внешней политики государства, у Коля появилась надежда на возможность скорейшего объединения ФРГ и ГДР. После личной встречи с президентом СССР в 1989 году и убеждения в том, что Горбачёв согласен с идеей о воссоединении немецкого народа, Гельмут Коль в ту же ночь занялся составлением плана воссоединения. Ханнелоре Коль, присутствовавшая при нём, собственноручно напечатала его на пишущей машинке.

## Болезнь

Фотография Коль, сделанная в период болезни — в 1997 году

В 1993 году супруга канцлера заболела гриппом. Во время болезни она принимала пенициллин, в результате чего у неё возникло редкое заболевание — аллергия на свет, повлекшая за собой как физическую боль, так и внутренний страх при контакте с дневным светом. В связи с этим Ханнелоре переехала в Людвигсхафен. Поскольку о болезни первой леди было решено не распространяться, многие журналисты предполагали, что между ней и Колем произошёл разлад.
С тех пор она стала всё реже появляться на публике, а с журналистами общалась, как правило, в ночное время. Однако в 1998 году, когда Гельмут Коль решил баллотироваться на очередных выборах федерального канцлера, она поддержала его и, превозмогая боль, приняла участие в избирательной кампании. Вместе с мужем Ханнелоре ездила по стране, призывая голосовать за Коля, но по результатам выборов победу одержал Герхард Шрёдер.
В скором времени после того, как Гельмут Коль оставил пост федерального канцлера, в Германии разразился громкий скандал, связанный с «чёрной кассой» его партии — Христианско-демократического союза. В разгар скандала пресса обвинила в причастности к незаконному отмыванию денег Фонд помощи страдающим заболеваниями центральной нервной системы, основанный Ханнелоре. «Я боялся, что моя жена этого не выдержит», — впоследствии написал Коль в своём дневнике. После инцидента она действительно стала более замкнутой.
За полтора года до смерти заболевание Ханнелоре Коль достигло критической стадии. В особняке Колей в пригороде Людвигсхафена — Оггерсхайме — на Марбахерштрассе были ежедневно опущены плотные жалюзи, а для того, чтобы женщина не ощущала тепло, в доме поддерживалась минимальная температура. Наружу Ханнелоре могла выходить только по ночам. Усилия как немецких, так и зарубежных врачей ей не помогали, и Коль была вынуждена принимать сильнодействующие лекарства, в частности, морфин. В апреле 2001 года в интервью газете «Вельт ам зоннтаг» она призналась: «Я не знаю, что мне делать с моей аллергией. И врачи тоже не знают…». Из-за своего заболевания Ханнелоре не присутствовала даже на свадебной церемонии младшего сына и турчанки Элиф Сёзен, прошедшей в Стамбуле 28 мая 2001 года.

## Смерть
5 июля 2001 года покончила жизнь самоубийством. 6 июля в 11:15 жена шофёра и домработница семьи Коль, Хильде Зеебер, обнаружила, что её хозяйка мертва. На двери в комнату Ханнелоре снаружи была прикреплёна записка со словами: «Вчера я поздно легла. Прошу не беспокоить, я хочу выспаться». Домработница немедленно сообщила в полицию об увиденном.
Колю сообщили о кончине жены, когда он находился на заседании в Рейхстаге. Через полтора часа он самолётом прибыл в Людвигсхафен. В адресованном мужу предсмертном послании Ханнелоре написала: «Я всегда тебя очень любила. И благодарю за всё, что ты для меня сделал». Кроме того, она просила Гельмута убедить общественность в том, что она погибла в автокатастрофе, однако к моменту прочтения им письма это было уже невозможно. Всего покойная оставила восемь таких писем, предназначенных для супруга, обоих сыновей и некоторых друзей (впоследствии никто из них не стал предавать огласке их содержание). Ещё одну записку, не запечатанную в конверт, она положила на видном месте для того, чтобы она была прочитана первым вошедшим в комнату. Коль и его сыновья поочерёдно находились рядом с гробом вплоть до 13 часов следующего дня.

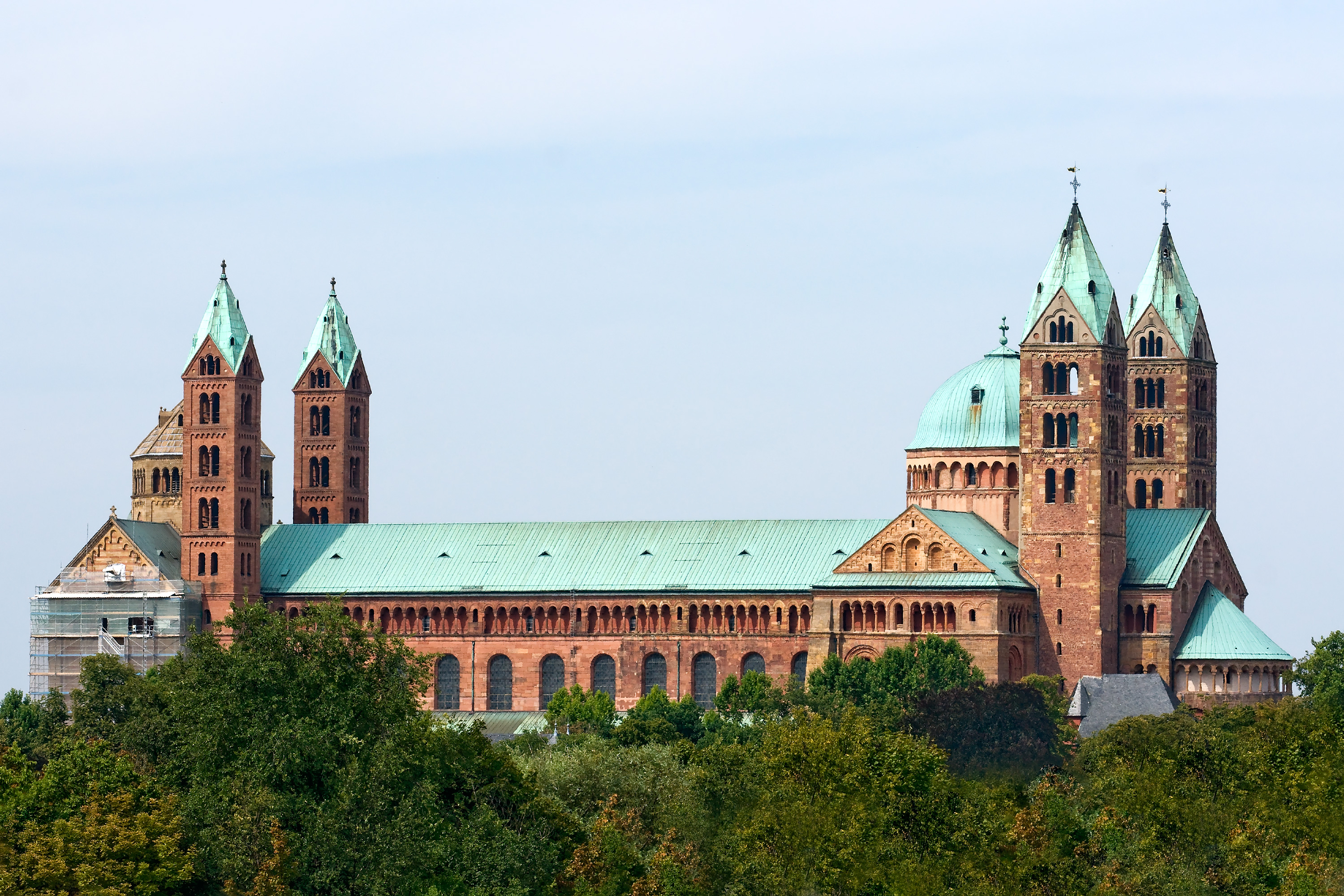
Вид на Шпайерский кафедральный собор, где проходила панихида по Ханнелоре Коль

Как показало полицейское расследование, Коль покончила жизнь самоубийством, смешав снотворное c большим количеством морфина и выпив полученную жидкость через соломинку. Представители прокуратуры, как и родственники Ханнелоре, отказались от вскрытия тела, найдя факт суицида очевидным. Официальное заявление бюро Гельмута Коля гласило: «Ханнелоре Коль ушла добровольно из жизни, будучи не в силах больше выносить страдания из-за мучительной болезни — аллергии на свет».
Несмотря на то, что Ханнелоре Коль покончила с собой, представитель местного епископата сказал, что данный факт не будет являться «препятствием для проведения похорон по церковному обряду». Открытая траурная панихида по усопшей проходила 11 июля в католическом Кафедральном соборе Шпайера. На ней присутствовал ряд известных немецких политиков: тогдашний федеральный канцлер Герхард Шрёдер с женой, супруга президента Германии Йоханнеса Рау Кристина, президент Германии при Коле Роман Херцог, председатель ХДС Ангела Меркель. За соблюдением порядка во время панихиды в Шпайере следили около 1 000 полицейских.
После панихиды гроб с телом Ханнелоре был доставлен в Людвигсхафен и захоронен в семейном склепе Колей на кладбище Людвигсхафен-Фрайзенхайм, где к тому времени покоились тела родителей Коля. Несмотря на то, что жена канцлера была протестанткой по вероисповеданию, Коль настоял на её захоронении на территории католического кладбища.

## Память
В 2004 году был опубликован первый том мемуаров Гельмута Коля, охватывавший период его жизни до 1982 года. Посвятив книгу памяти своей жены, Коль подчеркнул: «Без неё, без моей Ханнелоре, все мои успехи и достижения были бы невозможны». В этом же году набережной Рейна в Людвигсхафене было присвоено имя Ханнелоре Коль.
19 августа 2004 года в оперном театре в Нойкёльне состоялась премьера оперы Деа Лоэра и Вольфганга Бёмера «Свет» (нем. Licht), посвящённая трагической истории жизни Ханнелоре Коль, а в декабре того же года в Боннском оперном театре был представлен аналогичный по тематике балет Иоганна Кресника.
Спустя десять лет после ухода из жизни Ханнелоре Коль немецкий журналист Хериберт Шванн, хорошо знавший супругов Коль, издал книгу «Женщина по другую сторону: жизнь и страдания Ханнелоре Коль», посвящённую ей. Именно ему, в 1985 году снявшему документальный фильм о Гельмуте Коле, супруга канцлера дала своё первое телевизионное интервью. Коль, по словам Шванна, давно потерял с ним контакт и никак не отреагировал на издание книги об его умершей жене.
В настоящий момент людвигсхафенский особняк на Марбахерштрассе, в котором скончалась Ханнелоре Коль, пустует. Сыновья Ханнелоре и Гельмута Колей живут в США (Вальтер) и Великобритании (Петер). Сам Гельмут Коль жил и работал в Берлине. В 2008 году он сочетался браком с 44-летней Майке Рихтер, сотрудницей немецкого министерства экономики, с которой был знаком с 2004 года. Вальтер и Петер на их свадьбу не приехали.